# Strass (vetro)
Lo strass è una pietra falsa dall'aspetto trasparente. È simile ad un diamante e viene utilizzato ad imitazione di quest'ultimo o di altre pietre se colorato con ossidi metallici. In questo modo si possono ottenere imitazioni di zaffiri, smeraldi e rubini. Lo strass è un cristallo costituito da vetro contenente un’alta percentuale di ossido di piombo (minio), elemento fondamentale per creare brillantezza e trasparenza, innalzando il peso specifico, l'indice di rifrazione e il potere dispersivo. L'ossido di piombo deve essere superiore al 24% nel cristallo e al 50% nello strass. Può essere un pezzo di vetro con una lamina argentea applicata sul lato piatto che ha lo scopo di far riflettere la luce. 

## Storia
Il nome deriva dal suo inventore, il gioielliere di Strasburgo Giorgio Strass (Georges Frédéric Strass in francese) che nel XVIII secolo riuscì a ottenere per la prima volta pezzi di vetro di elevata trasparenza. Strass era il gioielliere ufficiale del Re di Francia. Questa invenzione rivoluzionò il campo della gioielleria e della moda perché lo strass aveva un aspetto prezioso ma un costo molto basso e riusciva in questo modo a soddisfare la voglia di apparire della borghesia europea del 1700.
Venne utilizzato sin da subito per decorare gioielli e capi di vestiario.
Famosi capi di strass era la giacca nera di Michael Jackson in cui esibì in Billie Jean in tutte le sue interpretazioni dal vivo.
Un altro esempio è il guanto di strass di Michael Jackson che ha un valore raffigurativo nel cantante.

## Utilizzo
Gli strass trovano applicazione nel campo sia della moda che della gioielleria, dove sono un valido sostituto dei diamanti veri. Gli stilisti ne fanno ampio uso nei capi di abbigliamento e negli accessori. Lo strass non è duro come il diamante, ma si avvicina molto alla sua durevolezza e al suo aspetto trasparente.
Nel settore dell'abbigliamento esistono vari tipi di strass: gli strass termoadesivi con alla base uno strato di colla che mediante il calore si scioglie per aderire all'indumento. Possono essere applicati con un apposito strumento per un lavoro più accurato o, in alternativa, con l'ausilio di un ferro da stiro. Un’altra variante di strass prevede dei forellini sulla superficie per l'applicazione attraverso la cucitura.
Gli strass generalmente hanno una forma sfaccettata simile a quella delle pietre e vengono realizzati in colori diversi, dal classico trasparente al crystal AB (AB = aurora boreale) con riflessi di vari colori. 
In particolare vengono utilizzati per la realizzazione di costumi da gara per danza, pattinaggio, etc.